# هانز جورج شوارزينبيك
هانز جورج شوارزينبيك (بالألمانية: Georg Schwarzenbeck) ، من مواليد 3 ابريل 1948 ، لاعب كرة قدم ألماني سابق.
لعب مع منتخب ألمانيا لكرة القدم.

## مسيرته الكروية
لعب هانز جورج شوارزينبيك خلال مسيرته الاحترافية مع نادِ واحدٍ في أربعة عشر موسمًا وسجل خلالها 21 هدفًا ضمن 416 مباراة. حيث فاز في ثلاثة مواسم بالكأس وفي خمسة مواسم بالدوري.
خاض هانز جورج شوارزينبيك مسيرته مع نادي بايرن ميونخ في موسم 1966–67 ليلعب معه أربعة عشر موسمًا، مشاركًا في 416 مباراة سجل خلالها 21 هدفًا.

## روابط خارجية
- هانز جورج شوارزينبيك على موقع IMDb (الإنجليزية)
- هانز جورج شوارزينبيك على موقع ديسكوغز (الإنجليزية)
- هانز جورج شوارزينبيك على موقع قاعدة بيانات الفيلم (الإنجليزية)
- هانز جورج شوارزينبيك على موقع كينوبويسك (الروسية)

- هانز جورج شوارزينبيك على موقع الاتحاد الدولي (مؤرشف)  (الإنجليزية)
- هانز جورج شوارزينبيك على موقع الاتحاد الأوربي (الإنجليزية)
- هانز جورج شوارزينبيك على موقع قاعدة بيانات كرة القدم.إي يو (الإنجليزية)
- هانز جورج شوارزينبيك على موقع بيانات كرة القدم. دي إي (الألمانية)
- هانز جورج شوارزينبيك على موقع ناشيونال فوتبول تيمز (الإنجليزية)
- هانز جورج شوارزينبيك على موقع عالم كرة القدم.نت (الإنجليزية)